# スイケトゥ・チェルビ
スイケトゥ・チェルビ（モンゴル語: Süyiketü Čerbi、中国語: 速亦客禿扯児必、生没年不詳）は、コンゴタン氏出身のチンギス・カンに仕えた千人隊長の一人。『元史』などの漢文史料では速亦客禿扯児必(sùyìkètū chĕérbì)、『集史』などのペルシア語史料ではسوکتو چربی(Sūkātū Jarbī)と記される。

## 概要
チンギス・カンに仕えたコンゴタン族長のモンリク・エチゲの息子として生まれ、兄にはココチュ（テプ・テングリ）、トルン・チェルビ、弟にはダイル（諸説あり）らがいた。
スイケトゥはチンギス・カンが最初に定めたケシク（親衛隊）のバウルチ（主膳の司）の一人であったことが知られている。『元朝秘史』にはバヤウト部のオングル、スニト部のカダアン・ダルドルカンら3人が、チンギス・カンの「朝の飲み物/え欠かすまじ　夕べの飲み物を/え怠るまじ」という言葉とともに最初のバウルチに任ぜられたと記されている。
1204年、ケレイトを併合したチンギス・カンは千人隊制度（ミンガン）、親衛隊制度（ケシク）の原型を創設し、モンゴル帝国の基盤を作り上げた。その際、ドダイ、ドゴルク、オゲレ、ブチャラン、そしてトルンとスイケトゥ兄弟の6人を侍従（チェルビ）に任命した。これ以後、スイケトゥはチンギス・カンの側近として活躍するようになる。
1219年、ホラズム遠征が始まると、スイケトゥはバアリン部のアラク・ノヤン、スルドス部のタガイ・バアトルとともに別働隊としてファナーカト攻略に派遣された。本来、東方からマーワラーアンナフルに向かうに進む際にはファナーカトを経由するルートが正規であり、アラクらの別働隊はオトラル経由で進むチンギス・カンの「本隊」から目をそらす陽動部隊としての役割を担っていたと考えられる。実際に、アラクはファナーカトを短期間で攻略した後もすぐにシル川を渡らず、続いてホジェンドを攻略した。これ以後のスイケトゥの事蹟については知られていない。

## コンゴタン氏モンリク家
- モンリク・エチゲ（Mönglik Ečige ＞蒙力克額赤格/ménglìkè échìgé,منکلیک یجیکه/Munklīk Ījīka）
  - ココチュ＝テブ・テングリ（Kököčü ＞闊闊出/kuòkuòchū,کوکجو/Kūkajū）
    - キプチャク（Qibčaq ＞قبچاق/Qibchāq）

  - トルン・チェルビ（Tulun Čerbi ＞脱欒扯児必/tuōluán chĕérbì,تولون چربی/Tūlūn Cherbī）
    - バイバク（Baibaq ＞伯八/bǎibā）
      - バラク（Baraq ＞八剌/bālà）
        - アドゥーチ（Adūči ＞何都兀赤/hédōuwùchì）

      - ブラルキ（Buralqi ＞不蘭奚/bùlánxī）

  - スイケトゥ・チェルビ（Süyiketü Čerbi ＞速亦客禿扯児必/sùyìkètū chĕérbì,سوکتو چربی/Sūkātū Cherbī）
  - スト・ノヤン（Sutu noyan ＞سوتو نویان/Sūtū Nūyān）
  - ダイル（Dayir ＞荅亦児/tàyìér,دایر/Dāīr）
    - ハラカト・ノヤン（Halaqato noyan ＞هلقتو نویان/Halaqatū Nūyān）